# Provinz San Felipe de Aconcagua
Die Provinz San Felipe de Aconcagua ist eine der acht Provinzen der chilenischen Region Valparaíso.

## Gemeinden
Die Provinz besteht aus den folgenden 6 Gemeinden:
| Gemeinde    | Fläche (km²) | Einwohner (2002) |
| ----------- | ------------ | ---------------- |
| Catemu      | 361,6        | 12.112           |
| Llaillay    | 349,1        | 21.644           |
| Panquehue   | 121,9        | 6.567            |
| Putaendo    | 1.474,4      | 14.649           |
| San Felipe  | 185,9        | 64.126           |
| Santa María | 166,3        | 12.813           |